# بلودیر
بلودیر (به فرانسوی: Belvédère) یک کمون در فرانسه است که در canton of Roquebillière واقع شده‌است. بلودیر ۷۵٫۴۱ کیلومتر مربع مساحت دارد.